# Blasius-Hufeisennase
Die Blasius-Hufeisennase (Rhinolophus blasii) ist eine Fledermaus aus der Familie der Hufeisennasen. 
Sie ist eine mittelgroße Fledermaus und entspricht in der Größe der Mittelmeer-Hufeisennase (Rhinolophus euryale) und der Meheley-Hufeisennase (Rhinolophus mehelyi).

## Merkmale
Die Kopfrumpflänge der Blasius-Hufeisennase beträgt 45 bis 55 mm, die Schwanzlänge 25 bis 30 mm und ihre Flügelspannweite liegt bei 27 (22) bis 31 cm. Sie wiegt im Schnitt zwischen 12 und 16,5 g. Das Fell ist locker, die Oberseite ist graubraun, häufig mit einem Lilaton, die Haaransätze und die Unterseite sind beinah weiß. Um die Augen hat sie eine allenfalls angedeutete „Brille“. Von der Mittelmeer-Hufeisennase und der Meheley-Hufeisennase unterscheidet sie sich vor allem durch die Form der Nasenaufwüchse und die Fingerlänge. 

## Verbreitung, Lebensraum und Lebensweise

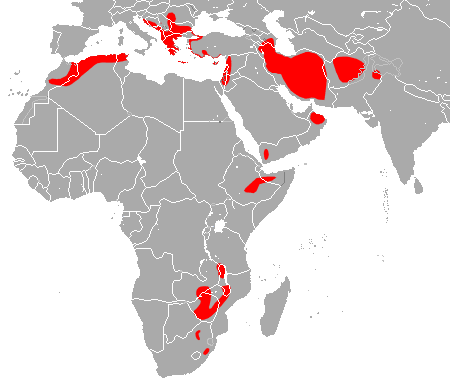
Verbreitungsgebiete der Blasius-Hufeisennase

Die Blasius-Hufeisennase ist in Europa nur im östlichen Mittelmeerraum verbreitet, ihr Verbreitungsgebiet reicht von der Türkei über den Balkan bis nach West-Italien, Sizilien und Malta. Außerdem findet man sie im Nahen Osten sowie an der nordafrikanischen Küste sowie in weiteren Teilen Afrikas. Sie bewohnt Karstgebiete mit Sträuchern und Bäumen.
Die Sommerquartiere mit bis zu 300 Weibchen und die Winterquartiere mit bis zu 3000 Tieren liegen fast immer in Höhlen und kaum einmal innerhalb von Gebäuden. Die Blasius-Hufeisennase teilt ihre Behausung oft mit anderen Fledermäusen, darunter die Mittelmeer-Hufeisennase, Große Hufeisennase, Wimperfledermaus, Großes Mausohr, Kleines Mausohr, Langflügelfledermaus und Langfußfledermaus.

## Gefährdung und Schutz
Die IUCN stuft die Blasius-Hufeisennase als nicht gefährdet ein (least concern).
Die Blasius-Hufeisennase wird von der Europäischen Union in den Anhängen II und IV der FFH-Richtlinie geführt und gilt somit als streng zu schützende Art von gemeinschaftlichem Interesse, für deren Erhalt besondere Schutzgebiete ausgewiesen werden müssen.